# Évasion de la prison de Vellore
L'évasion de la prison de Vellore est une évasion de la prison de Vellore, dans le Tamil Nadu, en Inde, survenue le 15 août 1995. Après avoir creusé un tunnel de 47 m de long, 43 détenus du Tigre tamoul se sont échappés de la prison. 21 des évadés ont été repris dans les semaines suivant l'évasion.